# Raimonds Gabrāns
Raimonds Gabrāns (Gulbene, 28 aprile 1984) è un ex cestista lettone.

## Palmarès
- Campionato lettone: 1

Valmiera: 2015-16